# Cyrtomoscelis
Cyrtomoscelis is een geslacht van kevers uit de familie van de loopkevers (Carabidae). De wetenschappelijke naam van het geslacht is voor het eerst geldig gepubliceerd in 1874 door Chaudoir.

## Soorten
Het geslacht Cyrtomoscelis omvat de volgende soorten:
- Cyrtomoscelis abacetoides (Straneo, 1958)
- Cyrtomoscelis ambigua (Straneo, 1965)
- Cyrtomoscelis bangenia Straneo, 1995
- Cyrtomoscelis caffra (Peringuey, 1926)
- Cyrtomoscelis dwesana Straneo, 1991
- Cyrtomoscelis elongata (Straneo, 1939)
- Cyrtomoscelis ferruginea (Boheman, 1848)
- Cyrtomoscelis ferruginoides (Straneo, 1938)
- Cyrtomoscelis humicola (Straneo, 1965)
- Cyrtomoscelis inflata (Straneo, 1958)
- Cyrtomoscelis leonardii Straneo, 1991
- Cyrtomoscelis longistria Straneo, 1986
- Cyrtomoscelis major (Straneo, 1939)
- Cyrtomoscelis minima (Straneo, 1947)
- Cyrtomoscelis natalensis Chaudoir, 1874
- Cyrtomoscelis ovalipennis Straneo, 1991
- Cyrtomoscelis pauper (Straneo, 1965)
- Cyrtomoscelis piriensis (Straneo, 1965)
- Cyrtomoscelis rotundicollis (Straneo, 1965)
- Cyrtomoscelis silvicola Straneo, 1991
- Cyrtomoscelis trivialis (Boheman, 1848)